# Cis picicollis
Cis picicollis is een keversoort uit de familie houtzwamkevers (Ciidae). De wetenschappelijke naam van de soort werd in 1883 gepubliceerd door Thomas Broun.